# Expedição 3
Expedição 3 foi a terceira expedição à Estação Espacial Internacional, realizada entre agosto e dezembro de 2001, e teve o objetivo de ampliar as pesquisas iniciadas pelos integrantes das duas expedições anteriores. Teve início com o lançamento do ônibus espacial Discovery STS-105 em 10 de agosto e encerrou-se com a aterrissagem da Endeavour STS-108 em 17 de dezembro, depois de 117 dias passados por seus integrantes a bordo da ISS. 

## Tripulação
| Posição             | Tripulante           |                      |
| ------------------- | -------------------- | -------------------- |
| Comandante          | Frank Culbertson Jr. | Frank Culbertson Jr. |
| Engenheiro de voo 1 | Mikhail Tyurin       | Mikhail Tyurin       |
| Engenheiro de voo 2 | Vladimir Dezhurov    | Vladimir Dezhurov    |

## Parâmetros da Missão
- Perigeu: 384 km
- Apogeu: 396 km
- Inclinação: 51.6°
- Período: 92 min
- Acoplagem: STS-105; 12 de Agosto de 2001, 18:41 UTC
- Desacoplagem: STS-108; 15 de Dezembro de 2001, 17:28 UTC
- Duração: 124 dias, 22 horas e 46 minutos

## Missão
Durante esta missão a estação foi expandida, graças às missões do ônibus espacial no tempo de sua decorrência de quatro meses e a tripulação realizou dezenas de experiências científicas. A equipe da Expedição 3 teve uma oportunidade única de assistir a um fenômeno natural, a desintegração de parte do cometa Tempel-Tuttle, que encheu o espaço de detritos luminosos - a chuva de meteoros Leônidas - e foi acompanhado por milhões de pessoas na Terra. Mas apenas três viram o espetáculo do espaço, Culbertson, Tyurin e Dezhurov, em 18 de novembro de 2001. Os detritos do cometa atingiram a atmosfera terrestre numa velocidade de 64 km/s.
A tripulação realizou quatro caminhadas espaciais durante sua estadia, todas usando o traje espacial russo Orlan e a partir do módulo Pirs no segmento russo da estação, num total de mais de 18 horas fora da nave. Algumas da atividades realizadas nestas operações foram: instalação de experiências comerciais russas na parte externa da estação; instalação de cabos e escadas de aço entre os módulos Pirs e Zvezda para facilitar a locomoção externa entre ambos; fixação de um pequeno guindaste de carga na parte externa; fotografia e inspeção dos painéis solares e conserto de um pequeno painel externo do Zvezda que não havia aberto totalmente. 

## Insígnia
A insígnia da Expedição 3 retrata o livro da história da exploração espacial, a partir do capítulo com a estação espacial russa Mir e o ônibus espacial até o próximo capítulo, que será escrito em páginas brancas no futuro pelos exploradores espaciais trabalhando em benefício da humanidade. Acima do livro está o layout da estação na sua configuração prevista quando ficasse completa, com um ônibus espacial acoplado.

## Galeria

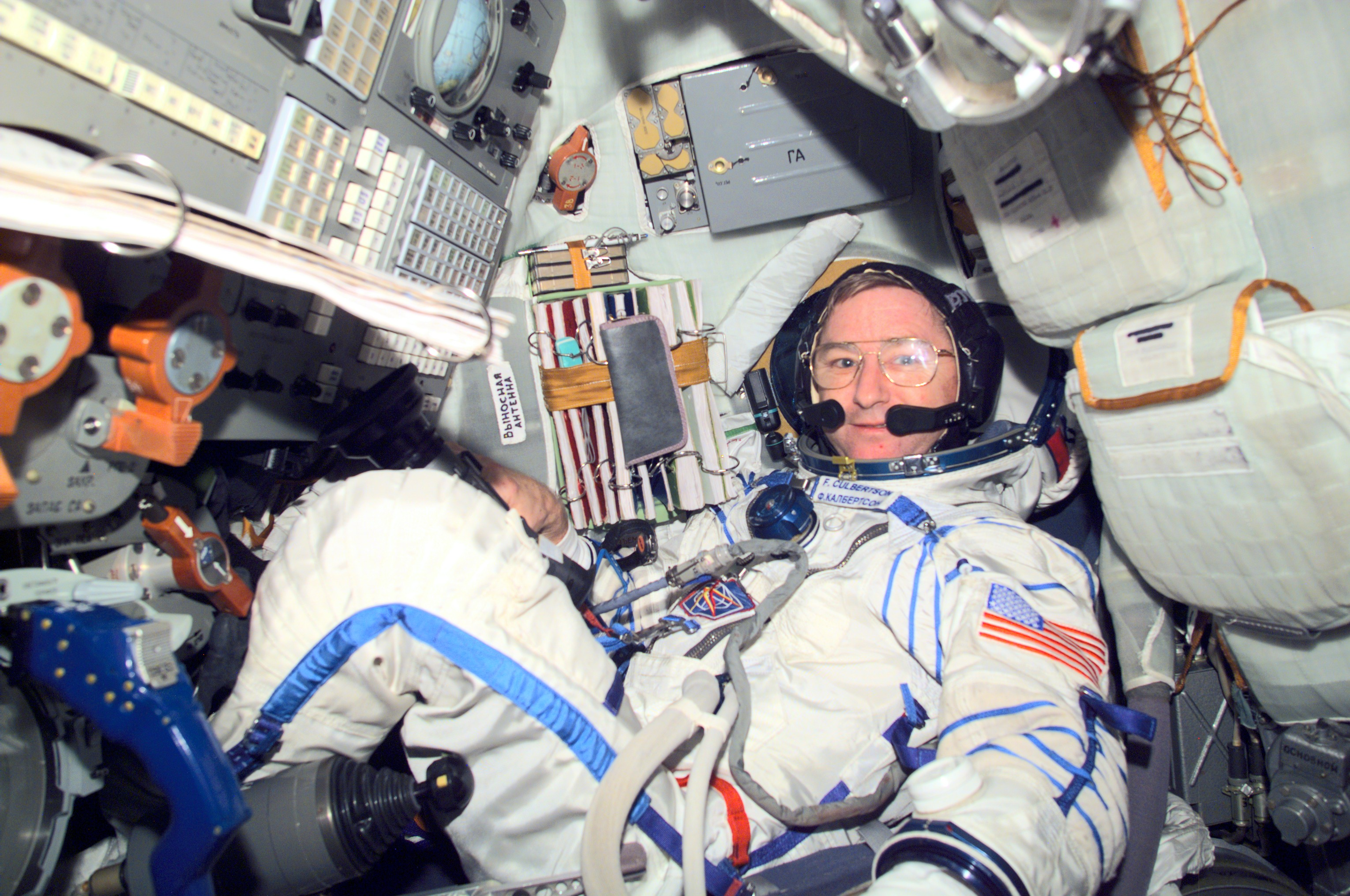
O comandante Culbertson com um traje espacial russo dentro da Soyuz acoplada à estrutura da ISS.
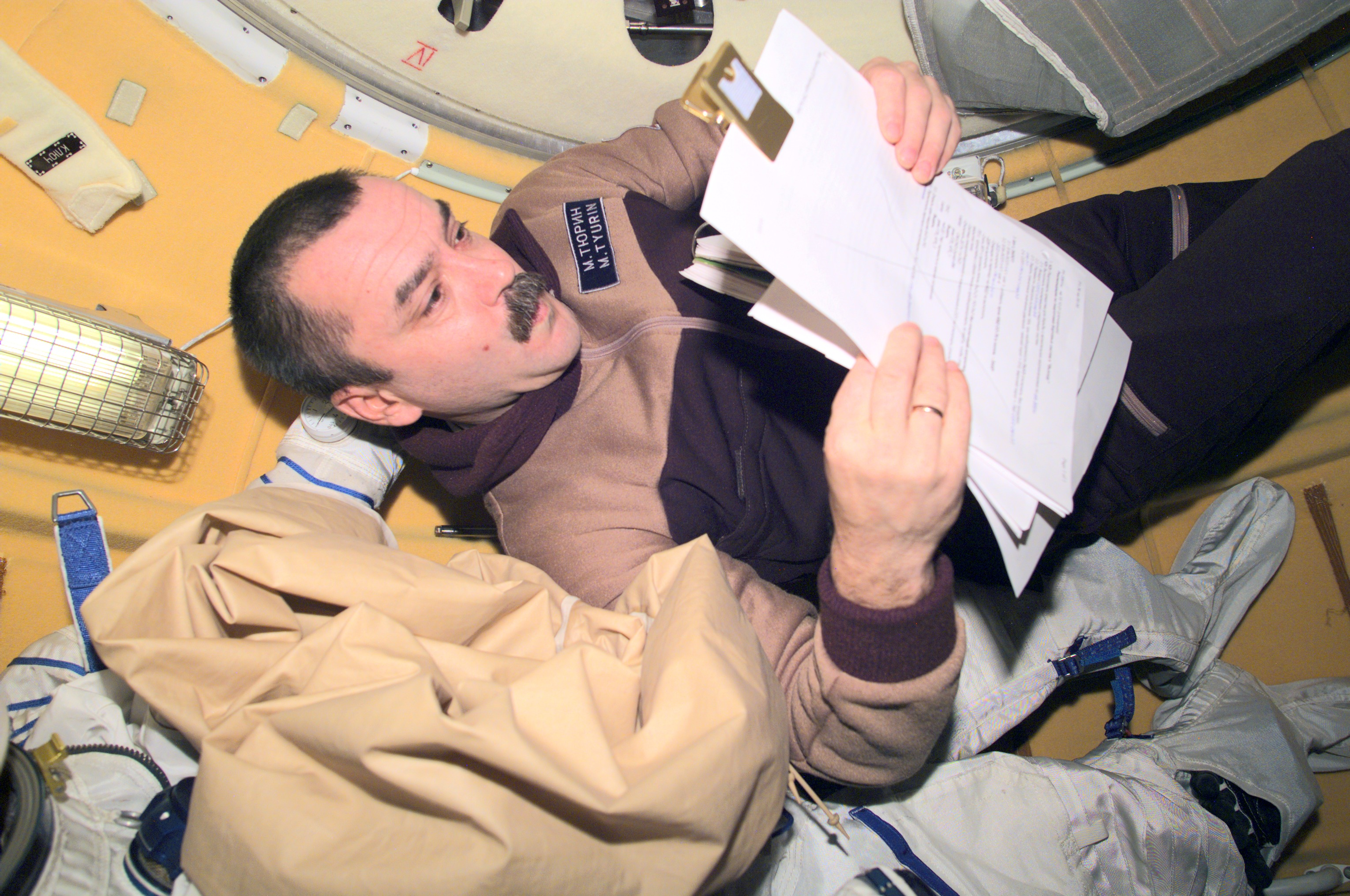
O cosmonauta Mikhail Tyurin lê procedimentos de bordo durante a missão.
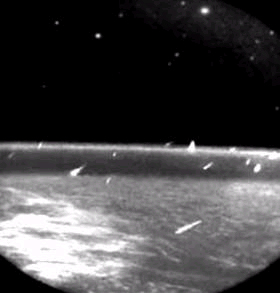
A chuva de meteoros Leônidas vista da órbita terrestre.
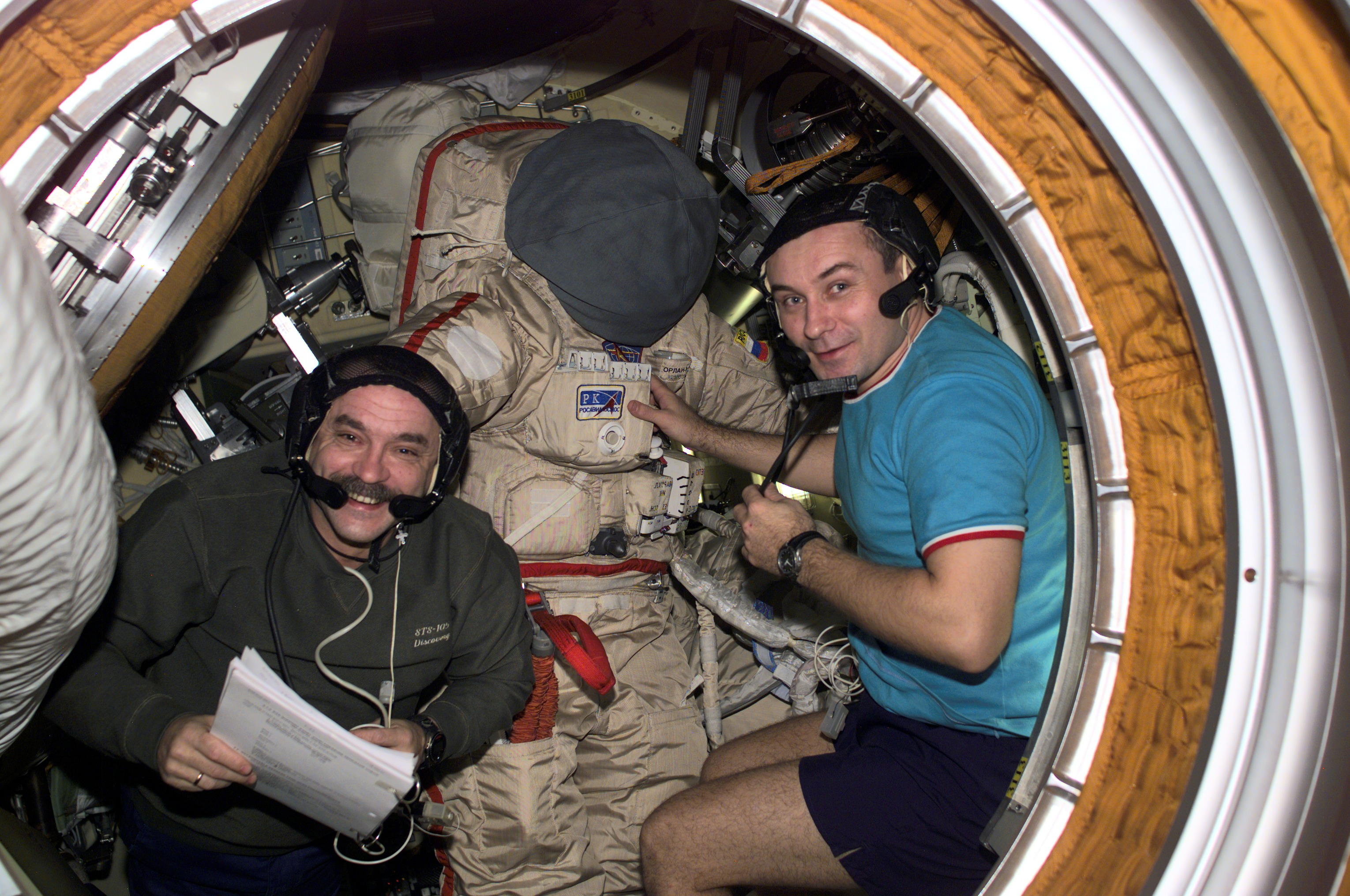
Tyurin e Dezhurov preparam o traje espacial Orlan para uma caminhada espacial.
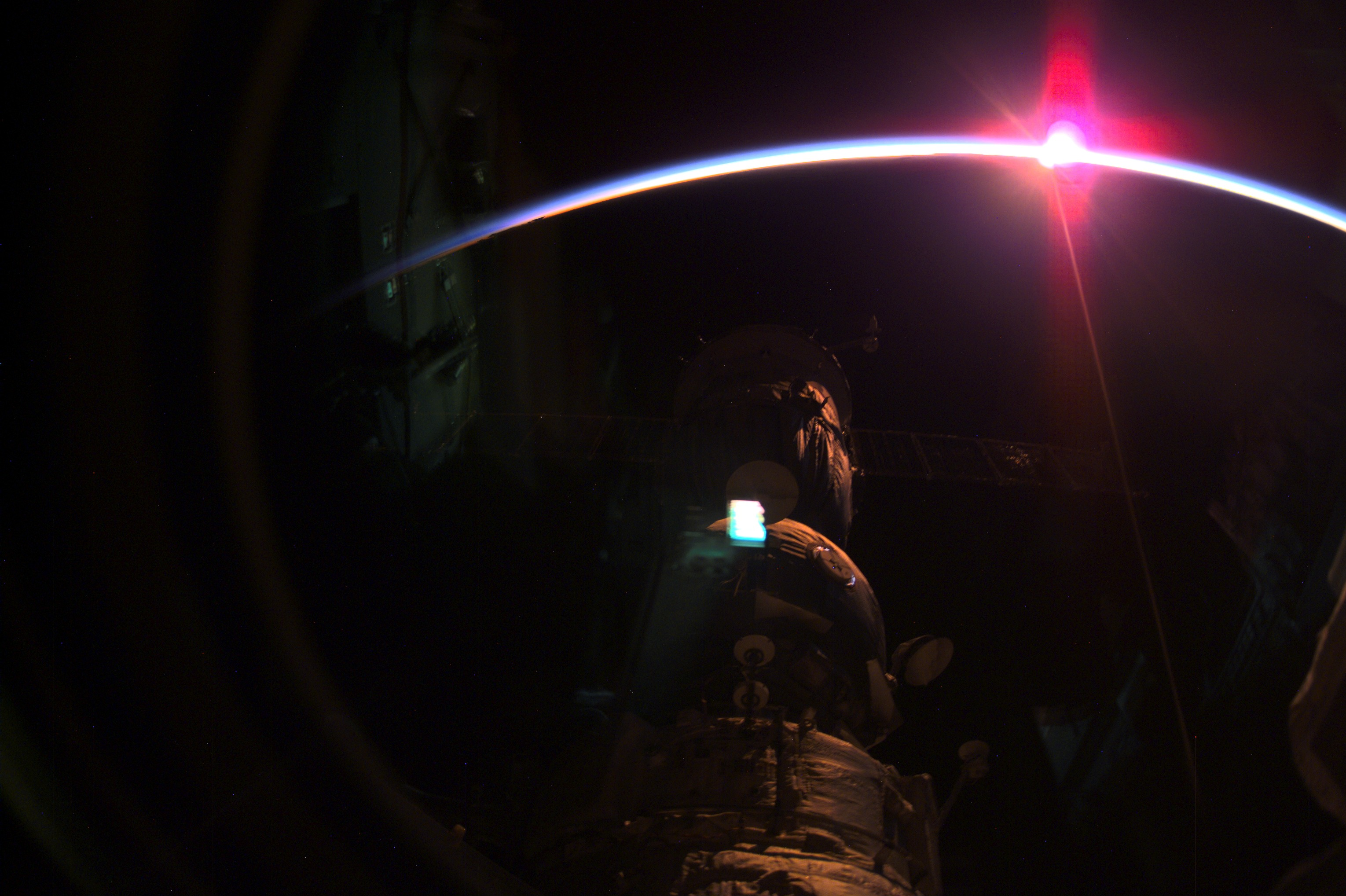
O por do sol e a fina linha azul da atmosfera fotografados durante a expedição.